# El crack (pel·lícula de 1960)
El crackés una pel·lícula argentina de 1960, dirigida per José Martínez Suárez, protagonitzada per Jorge Salcedo, Aída Luz i Marcos Zucker. En l'elenc també apareixen personalitats del futbol, com el jugador José Manuel Moreno i els periodistes José María Muñoz, i Pipo Mancera. És el primer llargmetratge del director i va ser estrenada el 16 d'agost de 1960, al cinema Normadie de Buenos Aires. Algunes produccions posteriors de José Martínez Suárez van ser, entre d'altres, Los chantas (1975) y Los muchachos de antes no usaban arsénico (1976) i Noches sin lunas ni soles (1985).

## Sinopsi
La pel·lícula està ambientada entre els bastidors del negoci del futbol professional, i els mecanismes ocults i qüestionables (suborns, drogues, manipulacions comercials i publicitàries) que porten a la consagració d'un crack. Osvaldo és un jugador de tercera que ascendeix a primera. Llavors el jove jugador comença a ser objecte d'interessos comercials, moltes vegades immorals o delictius, per a situar-ho com una estrella del futbol. D'aquesta manera, Osvaldo comença a representar els interessos i expectatives de moltes persones (la seva núvia, la seva mare, el seu pare, el representant, els periodistes, els dirigents del club, els seguidors). El film té el seu desenllaç tràgic en un partit final, en el qual si juga "bé en aquest partit, valdrà milions i si no..."”.
| « | Els somnis tenen un lloc preponderant. Osvaldo somia amb jugar s primera; la seva xicota somia amb "sortir del greixum", deixar al seu pare borratxo i fugir amb Osvaldo; la mare d'Osvaldo (Aída Luz) que no fa més que veure pels ulls del seu petit i somia amb veure'l triomfant, feliç i complint el seu somni; don Paco, que somia amb tornar a la terra que va haver de deixar de menut. Tots són somnis, en major o menor mesura, al voltant del futbol i tots, en l'un o l'altre cas, es trenquen amb el dolor del fracàs. La incomprensió i la mentida els buida de contingut en el mateix moment en què comencen a prendre forma. | » |

## Producció
El partit que es mostra en la pel·lícula, està filmat durant una confrontació veritable entre Asociación Atlética Argentinos Juniors i San Lorenzo de Almagro. L'estadi el camp de joc del qual, tribuna popular i platees apareix en diverses escenes és el del Club Atlético Huracán, el Tomás Adolfo Ducó.

## Repartiment
| Actor                        | Personatge |
| ---------------------------- | ---------- |
| Jorge Salcedo                |            |
| Aída Luz                     |            |
| Marcos Zucker                |            |
| Domingo Sapelli              |            |
| Carlos Rivas                 |            |
| Enrique Kossi                |            |
| Fernando Iglesias (Tacholas) |            |
| Osvaldo Castro               |            |
| Claudia Laforgue             |            |
| José Manuel Moreno           |            |
| Víctor Martucci              |            |
| Mirko Álvarez                |            |
| Pedro Desio                  |            |
| José María Muñoz             |            |
| Pacheco Fernández            |            |
| Armando Lopardo              |            |
| Pablo Cumo                   |            |
| André Norevó                 |            |
| Orlando Bohr                 |            |
| Francisco Martino            |            |
| Paride Grandi                |            |
| Antonio Pérez Tersol         |            |
| Juan R. Lizzio               |            |
| Antonio Salcedo              |            |
| Cassandra Greys              |            |
| Nicolás "Pipo" Mancera       |            |
| Omar Antonio Calvo           |            |